# A Quiet Place - Un posto tranquillo
A Quiet Place - Un posto tranquillo (A Quiet Place) è un film del 2018 co-scritto, diretto e interpretato da John Krasinski.

## Trama
Il 18 giugno 2020 il pianeta Terra è stato invaso da creature aliene prive di vista ma dotate di pelle dura come una corazza e di un udito estremamente sensibile, che hanno decimato la popolazione umana ed obbligano i superstiti a non emettere mai il minimo rumore per non essere scoperti ed attaccati. Durante l'89º giorno dopo la misteriosa invasione, la famiglia Abbott, composta da Lee, la moglie Evelyn, la figlia sorda Regan e i figli Marcus e Beau, cerca rifornimenti nei locali di una cittadina abbandonata, comunicando solo attraverso la lingua dei segni americana. Beau cerca di portare con sé uno shuttle giocattolo, ma suo padre glielo impedisce, rimuovendo le batterie dal giocattolo in modo che non possa fare rumore. Regan, tuttavia, restituisce il giocattolo al bambino, senza accorgersi, però, che il fratello, uscendo dal negozio, ha preso anche le batterie. Durante il tragitto verso casa Beau accende lo shuttle ed i suoni emessi dal giocattolo attirano una creatura, che uccide immediatamente il bambino.
Un anno dopo, a seguito di numerose chiamate di soccorso effettuate da Lee tramite telegrafo, tre creature si sono rese conto della presenza della famiglia. Lee cerca di migliorare l'impianto cocleare di Regan, aumentando il segnale grazie all'utilizzo di parti di vecchie radio; tuttavia il dispositivo non riesce a migliorare l'udito della ragazzina, la quale, oltre a sentirsi colpevole per la morte del fratello, ha continui litigi con il padre. Dopo 473 giorni dall'invasione, Lee vuole portare il figlio fuori dalla fattoria, nella foresta, per insegnargli come sopravvivere. Marcus però è spaventato, quindi Regan si offre di andare al suo posto, ma Lee le chiede di rimanere a casa, poiché a Evelyn serve aiuto essendo incinta. Lee insegna a Marcus a pescare e gli spiega che i rumori possono essere mascherati da altri rumori di sottofondo, come lo scorrere dell'acqua (pertanto in prossimità dei corsi d'acqua è possibile parlare normalmente senza correre rischi), mentre Marcus rivela al padre che la sorella si sente ancora in colpa per la morte di Beau. Sulla via del ritorno la strada è ostacolata da una pila di oggetti e Marcus ci si scontra; subito dopo Lee e Marcus notano il corpo sventrato di un'anziana signora e di fianco un anziano uomo (presumibilmente il marito) traumatizzato dal ritrovamento, il quale, non riuscendo a sopportare il dolore e non trovando più la forza di voler continuare a vivere, cede al dolore e sceglie di farla finita, iniziando a gridare e venendo immediatamente attaccato ed ucciso da una delle creature in circolazione. Nel frattempo Regan si è allontanata di nascosto dalla fattoria per andare a visitare un memoriale dedicato a Beau, costruito nel luogo dove è stato ucciso.
Alla fattoria, intanto, a Evelyn si rompono le acque e, mentre si dirige in cantina per avvisare il marito dell'imminente pericolo, calpesta un chiodo che sporge da un gradino sulla scala; il dolore la porta a lasciar cadere un ritratto di famiglia ed il rumore attira una creatura. La donna riesce ad attivare un interruttore che cambia il colore delle luci esterne della casa da bianche a rosse, in modo da segnalare a chi si trova all'esterno la presenza delle creature all'interno del perimetro della casa, e subito dopo corre a nascondersi nella vasca da bagno. Lee e Marcus, al rientro, vedono le luci rosse, quindi Lee ordina al figlio di produrre un rumore forte in modo da attirare lontano dalla casa le creature, e Marcus fa esplodere dei fuochi d'artificio. Lee entra in casa e non trova altro che sangue e nessuna traccia di Evelyn, temendo quindi il peggio; proprio in quel momento appare la mano insanguinata di sua moglie sul vetro della doccia, con suo figlio appena nato tra le braccia. I tre si avviano verso lo scantinato insonorizzato, dove il neonato viene messo in salvo. Subito dopo Lee va a cercare Regan e Marcus mentre Evelyn si addormenta senza accorgersi, però, di una perdita d'acqua nello scantinato perché una creatura, attirata dal pianto del bambino prima che i tre si mettessero in salvo, ha causato una perdita. Nel frattempo Regan vede i fuochi d'artificio e ritorna di corsa alla fattoria, ritrovando Marcus. 
Quando Evelyn si sveglia si accorge della perdita e vede una creatura in fondo allo scantinato allagato poco distante dalla culla con il bambino. La donna prende il bambino in braccio ma fa sì la creatura si accorga della sua presenza e si avvicini a pochi centimetri da lei. Intanto Regan e Marcus si rifugiano in cima a un silo, dove accendono un fuoco per avvertire il padre della loro posizione. Marcus cade poi nel recipiente, pieno di mais, facendone cigolare lo sportello, sprofondando e quasi soffocando, ma viene salvato da Regan, che si lancia dentro a sua volta. I due vengono poi attaccati dalla creatura che stava per aggredire Evelyn (infatti ha lasciato perdere la donna poiché attirata dal cigolio dello sportello del silo) e, mentre cercano di proteggersi con un altro sportello rotto del silo, il nuovo impianto cocleare potenziato di Regan reagisce alla vicinanza della creatura emettendo un suono ad alta frequenza che la infastidisce e la fa scappare. Lee ritrova i ragazzi, che fuggono dal silo attraverso il buco creato dalla creatura in fuga. La creatura ritorna e Lee la attacca con un'ascia, mentre i due bambini, su ordine del padre, vanno a nascondersi in un pick-up abbandonato. Durante l'attacco, Lee viene ferito al ventre e Marcus chiama disperatamente il padre, attirando l'attenzione della creatura. Lee quindi decide di sacrificarsi per salvare i figli, lanciando un urlo che attira a sé la creatura, che lo uccide.
All'alba i ragazzi riescono a riunirsi con la loro madre e Regan, a cui in precedenza non era mai stato permesso di andare nel seminterrato, vede per la prima volta gli appunti del padre sulle creature e sulla sua sperimentazione dei diversi impianti cocleari, oltre alle apparecchiature radio. Una delle creature intanto ritorna, invadendo il seminterrato, e Regan, vedendo la creatura che distrugge un monitor che emetteva scariche ad alta frequenza e leggendo le note scritte da Lee, intuisce che le frequenze emesse dal nuovo impianto cocleare risultano fastidiose per gli invasori, quindi possono essere usate come arma contro di loro; posizionando l'apparecchio acustico vicino a un microfono, il suono viene emesso attraverso gli altoparlanti e la creatura cade a terra svenuta, per poi riprendersi non appena Regan allontana l'apparecchio dal microfono ed avvicinarsi minacciosa ad Evelyn, la quale la uccide del tutto con un colpo di fucile. Dopo aver eliminato la creatura, Evelyn e i ragazzi osservano dalle telecamere di sorveglianza le due altre creature avanzare verso la fattoria, attirate dallo sparo. Ormai a conoscenza della loro debolezza, Regan alza il volume dell'amplificatore per aumentare la potenza della nuova arma ed Evelyn ricarica il fucile.

## Produzione
Il budget del film è stato di circa 17 milioni di dollari.

### Sviluppo
Krasinski ha scritto la sceneggiatura con i coautori della storia Scott Beck e Bryan Woods. Nel 2013 avevano iniziato a lavorare sulla storia usando la loro esperienza di essere cresciuti in campagna, con il deposito di cereali come un luogo considerato pericoloso nella loro educazione. Hanno iniziato il loro approccio con una prova di 15 pagine. Inizialmente, gli sceneggiatori avevano pensato di sviluppare il film all'interno del franchise di Cloverfield, ma dopo aver presentato le loro idee allo studio, hanno deciso di mantenere il film autonomo.
Nel marzo 2017, la Paramount Pictures ha acquistato la sceneggiatura e ingaggiato Krasinski per riscriverla e dirigere il film.

### Riprese
Le riprese sono iniziate il 6 settembre 2017. Alcune riprese si sono svolte nella contea di Dutchess, tra le città di Pawling e Beacon, sulla linea ferroviaria di Wallkill Valley e a New Paltz.
Nel film i personaggi comunicano nella lingua dei segni americana per evitare di emettere suoni, motivo per cui è stato ingaggiato Douglas Ridloff per insegnare agli attori la lingua e per eventuali correzioni; è stato anche assunto un interprete per l'attrice non udente Simmonds, che ha aiutato i suoi colleghi attori.

### Effetti speciali
Jeffrey Beecroft ha diretto il design delle creature e la Industrial Light & Magic le ha create, guidata dal supervisore degli effetti visivi Scott Farrar; il regista voleva che le creature sembrassero evolute e vagamente umanoidi, mentre Farrar ha detto che il design iniziale delle creature le mostrava con facce simili a rinoceronti, che però in seguito sono state ridisegnate.

## Promozione
Il primo trailer del film viene diffuso il 16 novembre 2017.

## Distribuzione
Il film, che è stato presentato al South by Southwest il 9 marzo 2018, è stato distribuito nelle sale cinematografiche statunitensi a partire dal 6 aprile 2018, mentre nelle sale italiane a partire dal 5 aprile dello stesso anno.

### Divieti
Negli Stati Uniti la pellicola è stata vietata ai minori di 13 anni non accompagnati da adulti per la presenza di "immagini sanguinolente e terrore"; in Italia è stata vietata ai minori di 14 anni per l'edizione cinematografica, mentre il divieto è stato tolto nell'edizione home video.

## Accoglienza

### Incassi
Nel primo weekend di programmazione la pellicola si è posizionata al primo posto del botteghino statunitense con un incasso di 50203562 $, mentre in Italia si è posizionata al terzo posto con 489801 €.
A fine corsa ha incassato 188024361 $ in Nord America e 152928610 $ nel resto del mondo, per un totale di 340952971 $.

### Critica
La pellicola ha ricevuto pareri molto positivi, risultando uno degli horror più acclamati degli ultimi anni. Sull'aggregatore di recensioni Rotten Tomatoes il film ottiene il 96% delle recensioni professionali positive, con un voto medio di 8,2 su 10, basato su 387 critiche, mentre su Metacritic ottiene un punteggio di 82 su 100, basato su 55 recensioni.

## Riconoscimenti
- 2019 - Premio Oscar[22]
  - Candidatura per il miglior montaggio sonoro a Ethan Van der Ryn e Erik Aadahl
- 2019 - Golden Globe[23]
  - Candidatura per la miglior colonna sonora originale a Marco Beltrami
- 2018 - American Film Institute[24]
  - Migliori dieci film dell'anno
- 2018 - National Board of Review[25]
  - Migliori dieci film dell'anno
- 2018 - MTV Movie & TV Awards[26]
  - Candidatura per la performance più terrorizzante a Emily Blunt
- 2018 - People's Choice Awards[27]
  - Candidatura per il film preferito dal pubblico
  - Candidatura per il film drammatico preferito dal pubblico
  - Candidatura per l'attrice preferita dal pubblico a Emily Blunt
  - Candidatura per la miglior star drammatica preferita dal pubblico a Emily Blunt
  - Candidatura per la miglior star drammatica preferita dal pubblico a John Krasinski
- 2018 - San Diego Film Critics Society Awards[28]
  - Candidatura per il miglior film
  - Candidatura per il miglior regista a John Krasinski
  - Candidatura per il miglior montaggio a Christopher Tellefsen
  - Candidatura per la miglior sceneggiatura originale a Scott Beck, John Krasinski e Bryan Woods
- 2018 - Teen Choice Awards[29]
  - Candidatura per il miglior film drammatico
- 2019 - AACTA International Awards[30]
  - Candidatura per la migliore attrice non protagonista a Emily Blunt
  - Candidatura per la miglior sceneggiatura a John Krasinski, Bryan Woods e Scott Beck
- 2019 - Art Directors Guild Award[31]
  - Candidatura per i migliori costumi in un film contemporaneo
- 2019 - British Academy Film Awards[32][33]
  - Candidatura per il miglior sonoro
- 2019 - Critics' Choice Awards[34][35]
  - Miglior film horror o di fantascienza
  - Candidatura per il miglior giovane interprete a Millicent Simmonds
  - Candidatura per la miglior sceneggiatura originale a John Krasinski, Scott Beck e Bryan Woods
- 2019 - Golden Reel Awards[36]
  - Miglior montaggio sonoro (effetti)
- 2019 - Producers Guild of America Awards[37]
  - Candidatura per il Darryl F. Zanuck Award al miglior film a Michael Bay, Andrew Form, Brad Fuller
- 2019 - Satellite Award[38][39]
  - Miglior suono
  - Candidatura per la miglior sceneggiatura originale a John Krasinski, Scott Beck e Bryan Woods
- 2019 - Screen Actors Guild Award[40][41]
  - Miglior attrice non protagonista a Emily Blunt
- 2019 - Saturn Award[42][43]
  - Miglior film horror
  - Migliore sceneggiatura a John Krasinski, Scott Beck e Bryan Woods
  - Candidatura per il miglior attore emergente a Millicent Simmonds
  - Candidatura per il miglior montaggio a Christopher Tellefsen
  - Candidatura per i migliori effetti speciali
- 2019 - Writers Guild of America Award[44]
  - Candidatura per la miglior sceneggiatura originale a John Krasinski, Scott Beck e Bryan Woods

## Altri media

### Sequel
Il 25 aprile 2018, al CinemaCon di Las Vegas, la Paramount Pictures annuncia di essere al lavoro ad un sequel del film. Nell'agosto viene fissata la data di uscita al 15 maggio 2020, e nel febbraio 2019 John Krasinski annuncia di tornare come regista anche nel sequel, mentre Emily Blunt sarà ancora protagonista insieme a Noah Jupe e Millicent Simmonds. Nel marzo 2019 Cillian Murphy entra nel cast del film. Nel maggio 2019 la data di uscita del sequel viene anticipata al 20 marzo 2020, ma a causa della pandemia di COVID-19, la data viene posticipata prima al 4 settembre dello stesso anno, ed infine al 23 aprile 2021.

### Prequel/spin-off
Nel novembre 2020 viene annunciato un terzo film del franchise, prodotto dalla Paramount Pictures e fissato nelle sale per il 2022; la pellicola sarà scritta e diretta da Jeff Nichols. Nel giugno 2021 il film viene posticipato al 2023 e viene descritto come lo spin-off della serie. Nell'aprile 2022 viene diffuso il titolo, A Quiet Place - Giorno 1. Nell'ottobre 2023 viene posticipato ulteriormente al giugno 2024.

### Videogiochi
Nel marzo 2018 la 20th Century Fox ha reso disponibile un videogioco per cellulare ispirato al film.
A Quiet Place: The Road Ahead è un videogioco survival horror pubblicato il 17 ottobre 2024, sviluppato da Stormind Games e pubblicato da Saber Interactive per PlayStation 5, Microsoft Windows e Xbox Series X/S. Il gioco è basato sulla serie di film A Quiet Place e racconta una storia totalmente originale.